# シカゴ・アンド・ノース・ウェスタン・トランスポーテーション・カンパニー

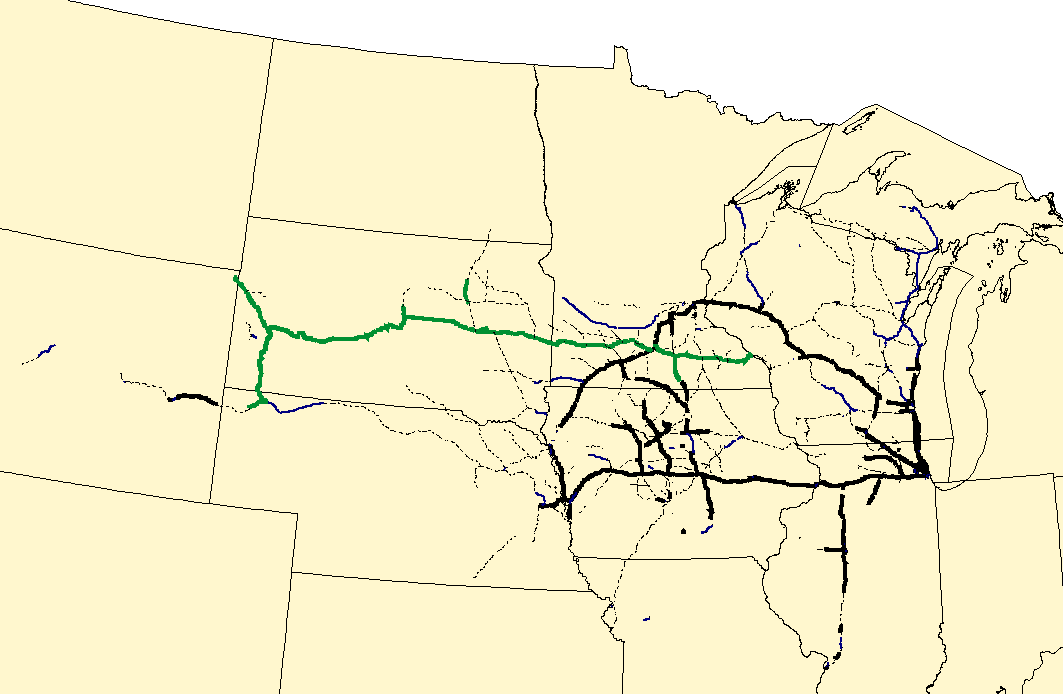
C&NWの路線網。大部分は現在ユニオン・パシフィック鉄道に所有されている。緑色の線はカナダ太平洋鉄道が通行権を持ちダコタ・ミネソタ・アンド・イースタン鉄道（DM&E）が運営している路線。青色の線はその他の鉄道。点線は廃止された路線。

シカゴ・アンド・ノース・ウェスタン・トランスポーテーション・カンパニー（Chicago and North Western Transportation Company、略称C&NW）は、かつてアメリカ合衆国中西部に展開した一級鉄道である。ノース・ウェスタン鉄道とも称される。報告記号はCNW。

## 概要
20世紀初頭、C&NWが運営していた路線は5,000マイル（8,000キロメートル）を超え、1970年代後半に経営規模を縮小する直前には1万2,000マイル（1万9,000キロメートル）ほどもあった。1972年に従業員に売却されるまで、会社名はシカゴ・アンド・ノース・ウェスタン鉄道という名称であった。
1960年代にシカゴ・グレート・ウェスタン鉄道（CGW）、ミネアポリス・アンド・セント・ルイス鉄道（M&StL）等を併合し、アメリカ最大規模の鉄道のひとつとなった。
1995年までに路線の相当の部分が売却または廃止され、路線延長は約5,000マイルに縮小された。売却または廃止された路線の大部分はアイオワ州やイリノイ州、ミネソタ州、サウスダコタ州、ウィスコンシン州に展開されていた輸送量の少ない支線であった。長大路線も売却し、その消失はその路線に接続する鉄道や支線の消失も意味した。ダコタ・ミネソタ・アンド・イースタン鉄道などがその例である。
C&NWは1995年にユニオン・パシフィック鉄道に買収された。

## 歴史

### C&NWの起源

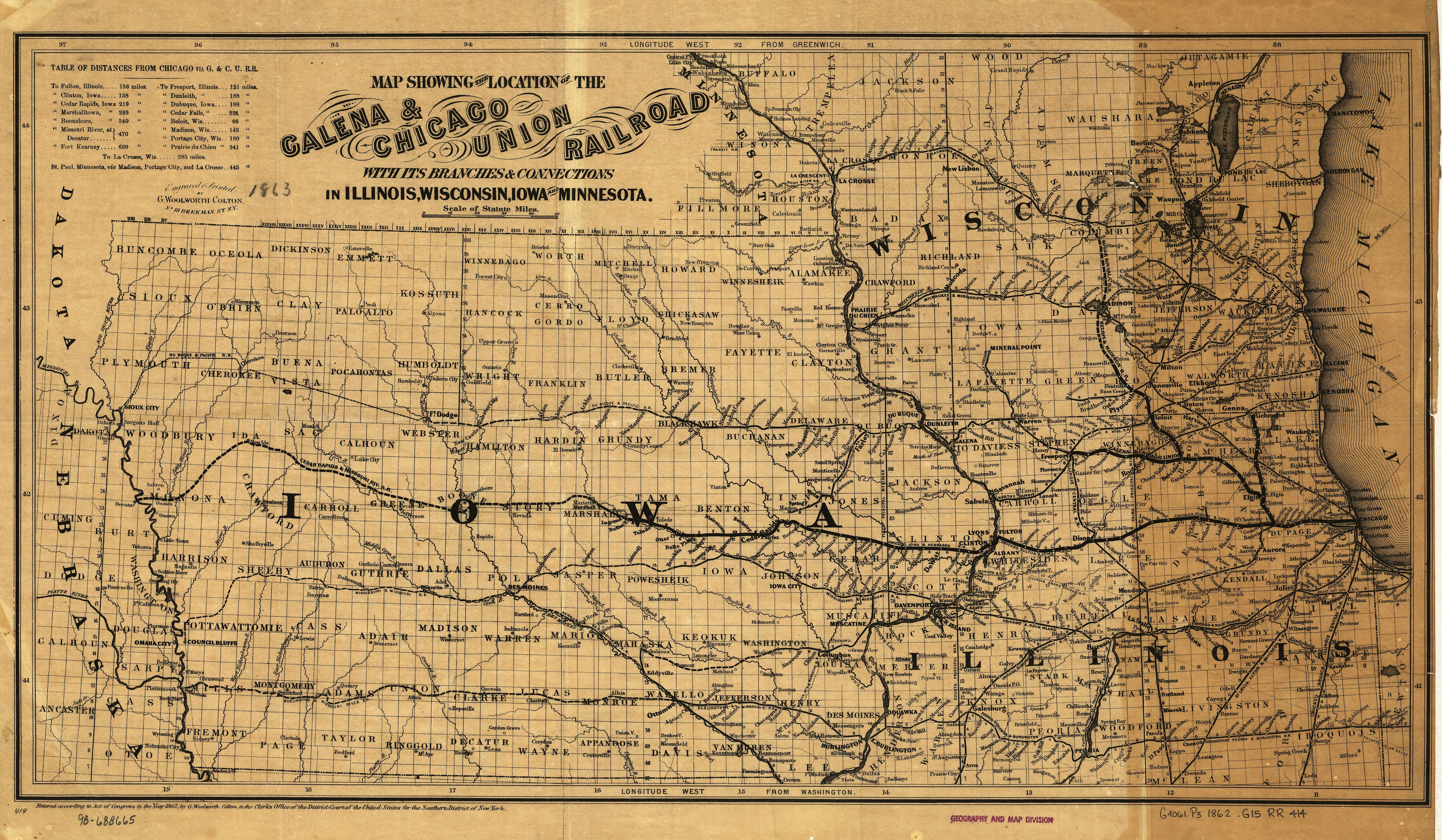
1862年の「ガリーナ・アンド・シカゴ・ユニオン鉄道路線図

C&NWが設立特許を得たのは1848年6月7日である。C&NWはその5日前に破産したシカゴ・セント・ポール・アンド・フォンデュラック鉄道の株式を取得した。1865年2月15日、公式にガリーナ・アンド・シカゴ・ユニオン鉄道（G&CU）と合併した。同鉄道は1836年1月16日に設立特許を得た鉄道である。G&CUの営業開始は1848年12月、フォンデュラック鉄道の営業開始は1855年5月であるため、G&CUがノース・ウェスタン鉄道の源流と見なされている。
ノース・ウェスタン鉄道は1882年よりシカゴ・セント・ポール・ミネアポリス・アンド・オマハ鉄道（オマハ鉄道）の株式の大半を保有していた。1957年1月1日、オマハ鉄道は公式にノース・ウェスタン鉄道にリースされ、1972年に合併された。オマハ鉄道の幹線はノース・ウェスタン鉄道と連絡するウィスコンシン州 エルロイからミネソタ州ミネアポリス、アイオワ州 スーシティ、そしてネブラスカ州 オマハに至るものであった。

### 買収による路線拡張

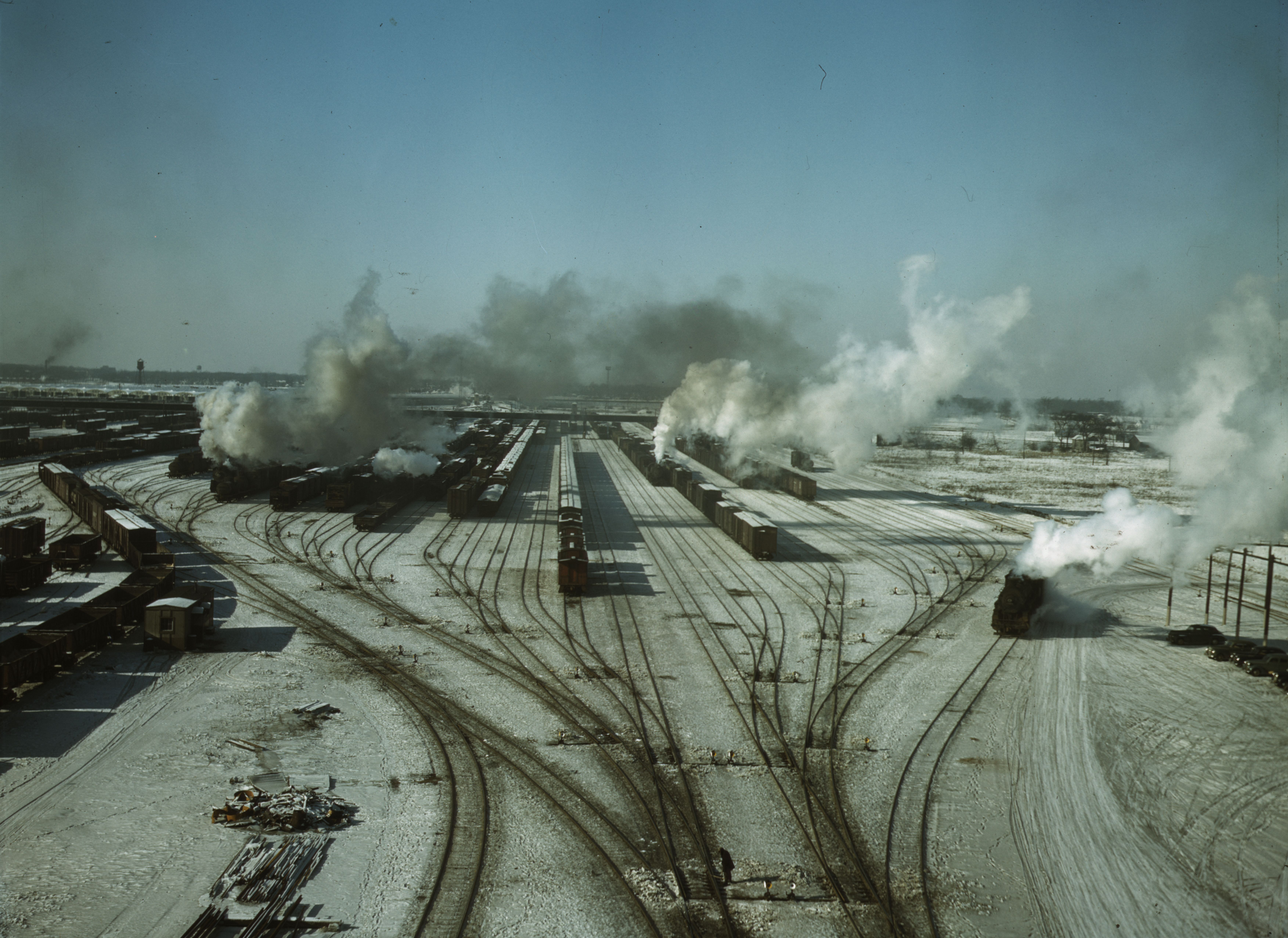
シカゴの操車場にて。1942年12月。

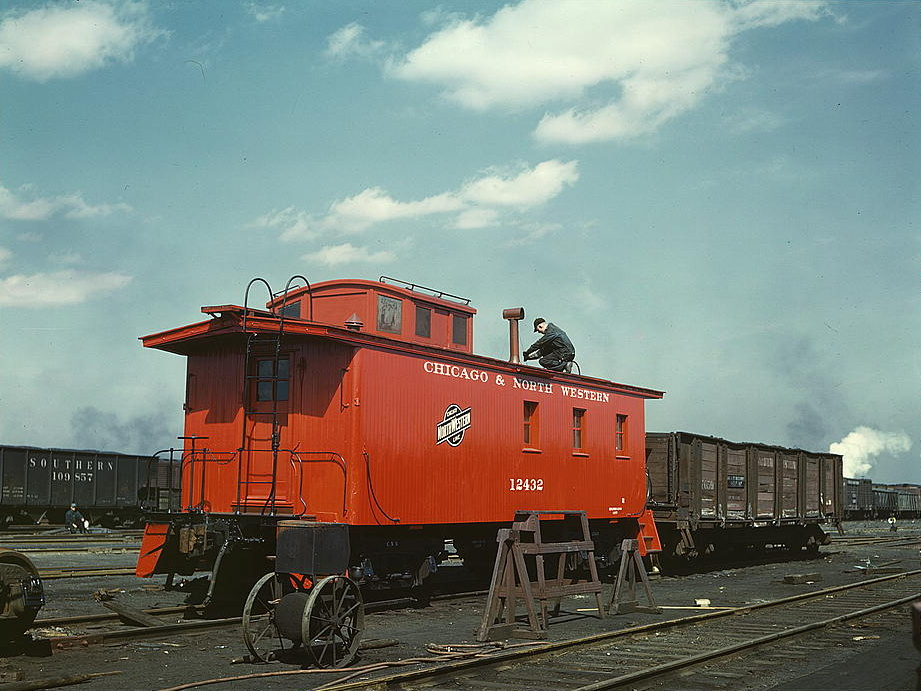
C&NWのカブース。シカゴのプロビソ操車場にて。1943年4月。

ノース・ウェスタン鉄道は、後にいくつかの重要なショート・ラインを買収した。最後に買収されたのは、1958年1月1日のリッチフィールド・アンド・マディソン鉄道であった。同鉄道は、イーストセントルイスからイリノイ州リッチフィールドまで44マイル（約71キロメートル）の鉄道であった。
1968年7月30日、ノース・ウェスタン鉄道はふたつのインターアーバンを買収した。ひとつは36マイル（58キロメートル）のデモイン・アンド・セントラル・アイオワ鉄道（DM&CI）、もうひとつは110マイル（180キロメートル）のフォート・ドッジ・デモイン・アンド・サザン鉄道（FDDM&S）であった。DM&CIはアイオワ州デモインのファイアストンの工場へのアクセスルートとなり、FDDM&Sはアイオワ州フォートドッジの石膏工場へのアクセスルートとなった。
1960年11月1日、ノース・ウェスタン鉄道はミネアポリス・アンド・セント・ルイス鉄道（M&StL）を買収した。その路線は1,500マイル（2,400キロメートル）にも及んだ。その名称にかかわらず、同鉄道はミネアポリスからイリノイ州ピオリアまでのものであった。この買収により、近代化された車両とともに荷主を手に入れ、同時に競争も排除できた。

### CGW、RIの買収とUPによる買収
1968年7月1日、ほぼ同規模のシカゴ・グレート・ウェスタン鉄道（CGW）を買収した。CGWはシカゴとアイオワ州エルウィンとを結ぶ鉄道であり、そこからツイン・シティズ（ミネアポリスとセントポール、オマハ、ネブラスカ、ミズーリ州カンザスシティへの路線を分岐していた。ミネソタ州ハイフィールドとアイオワ州クラリオンとを結ぶルートは、ツイン・シティズとオマハを結ぶ幹線となった。CGWはノース・ウェスタン鉄道のシカゴ-ツイン・シティ、オマハへのルートをとっていたが、より長距離の路線となっていた。この合併は、カンザスシティへのアクセスを容易にし、また競合を解消した。1970年にミルウォーキー鉄道との合併話が解消したのち、C&NWの社長であるベンジャミン・W・ハインマン（Benjamin W. Heineman）はC&NWを1972年に従業員に売却することを案じた。これを従業員保有会社制度と呼び、以後しばらく企業ロゴにもその文言（`Employee Owned`）が描かれた。

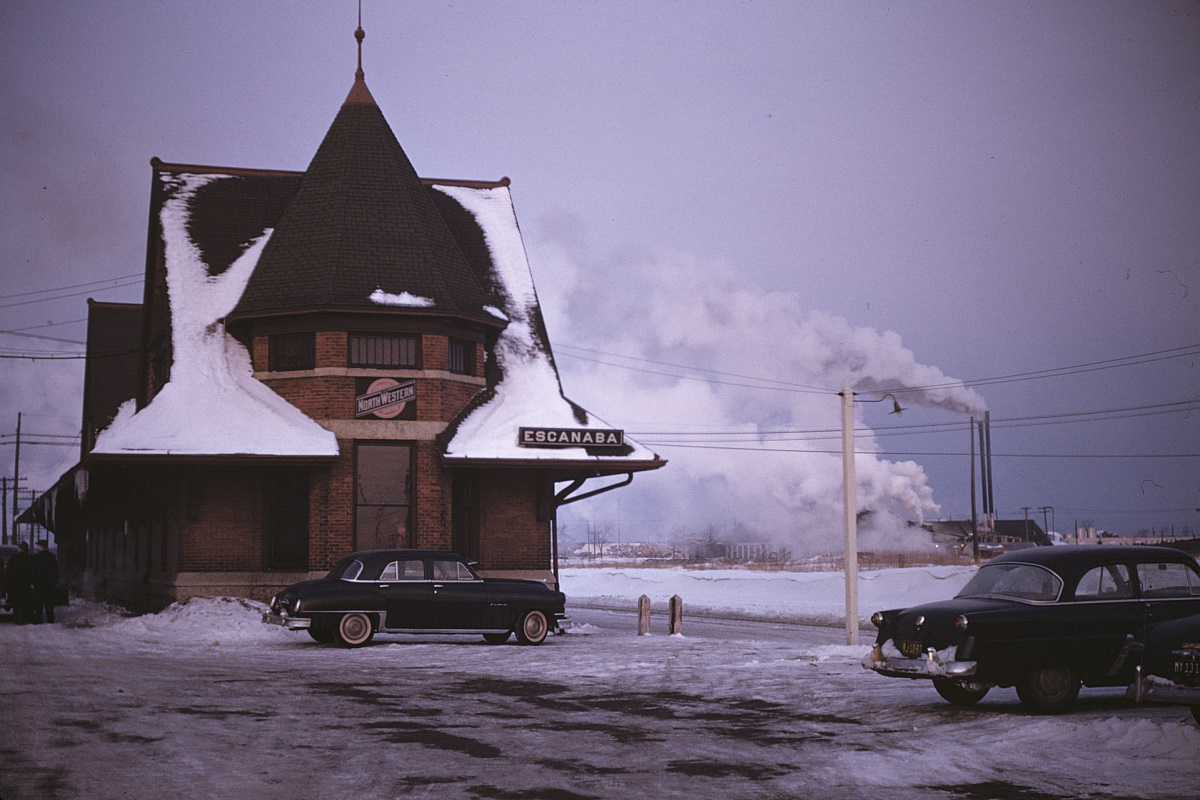
C&NWのエスカナバ駅。1953年以前。

シカゴ・ロック・アイランド・アンド・パシフィック鉄道（ロック・アイランド鉄道）が1980年5月31日に営業を停止した後、ノース・ウェスタン鉄道はスー・ライン鉄道との約600マイル（約970キロメートル）の路線の獲得競争に勝利した。
その路線はスパイン線と呼ばれ、ツイン・シティズからカンザスシティを経由してデモインに至るルートであった。このルートをノース・ウェスタン鉄道が9,300万ドルで買収することは1983年6月20日に州際通商委員会（ICC）により承認された。この路線は堅実に建設されていたが、ロック・アイランド鉄道が破産したことによりまともな保守がなされておらず、1984年まで大規模な修復工事が行われた。
ノース・ウェスタン鉄道はエルウィンからカンザスシティとの間の路線の廃止を打ち出した。この区間はスパイン・ラインのサービスをまねており、C&NWの前身となったシカゴ・グレート・ウェスタン鉄道の通行権があった。
1995年4月、シカゴ・アンド・ノース・ウェスタン・トランスポーテーションはユニオン・パシフィック鉄道（UP）に吸収合併された。

## C&NWの機関車

### UPに引き継がれた機関車

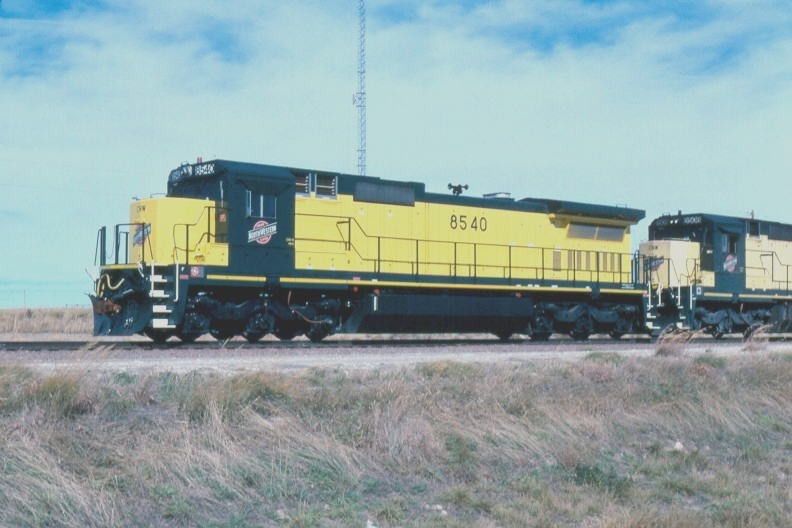
C&NW #8540。ワイオミング州シャウニーにて。

UPに引き継がれたC&NWの機関車群は、C&NW時代の塗装のままに数年間運用された。2007年現在、GE製C44-9Wの8646号と8701号の2両の機関車がC&NWのロゴと報告記号のまま残存されている。ただし、2両ともUP仕様となっており、エアコンはUPカラーであり、ホーンやナンバーボード、プラウもUP仕様である。UPはこの2両が深刻な故障を被らない限り、現状のまま維持する方針を決めている。もし故障した場合は、アーカンソー州ノースリトルロックにあるUPのジェンクス工場にて修理する予定だが、状況によってはそのまま廃車となる。
C&NWから引き継いだその他の機関車には新しいロードナンバーと報告記号が貼られた。約40両がその状態でUPその他の鉄道で使用されている。
C&NW時代の外装をそのまま維持している車両としては、イリノイ鉄道博物館で保存されている411号と1518号、ネブラスカ州の穀物倉庫で使用されている4153号のほか、数両のEMD製GP7、GP9などが各地のショート・ラインや工場で使用されている。

### UPのヘリテイジ塗装
UPは、UPが引き継いだ鉄道の塗装パターンを「ヘリテイジ」として現在使用中の機関車に再現している。2006年7月15日、UPの1995号すなわちEMDのSD70ACeがC&NW塗装としてシカゴのノース・ウェスタン駅で披露された。塗装はウィスコンシン・アンド・サザン鉄道の工場でなされた。以後、過去にC&NWの路線だったところで列車を牽引しており、時に前述の8646号や8701号と連結して使用されることもある。
なお、ノース・ウェスタン駅はUPの近郊鉄道であるメトラのターミナルであり、1997年に「オギルビー・トランスポーテーション・センター」と改称しているが、多くの地元民は「ノース・ウェスタン駅」と呼び習わしている。

## 旅客列車

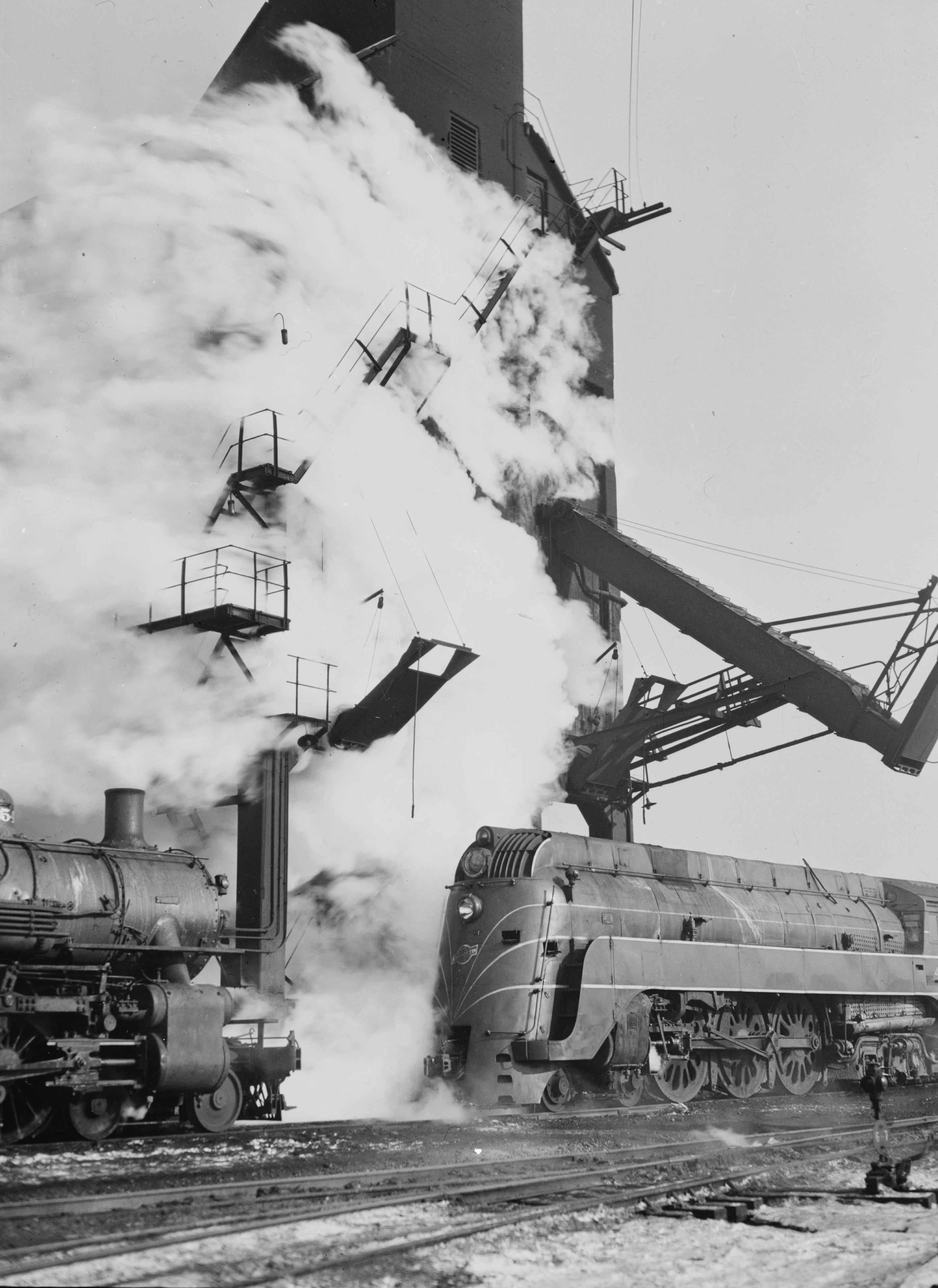
400を牽引するE-4形。1942年、シカゴにて。

C&NWにおいてもっとも有名な列車は、1935年から運転されたシカゴとツイン・シティズとを結んだ400である。列車名は同区間の距離が約400マイル（640キロメートル）を400分で結ぶことにちなむ。この列車は、シカゴ・バーリントン・アンド・クインシー鉄道（CB&Q）のツインゼファーやミルウォーキー鉄道（MILW）のハイアワサ等を競合相手とするものであった。
両都市間を高速で連絡するというシステムを最初に確立したのはC&NWであった。ただし、従来の車両を更新して列車に充当しており、新型のE3A機関車が牽引する流線型の新型客車が投入されたのは1939年であった。
C&NWは後に400をツイン・シティ400と改名した。それは、C&NWは他の旅客列車にもロチェスター400、ケイト・シェリー400など400を冠した列車名を付与していたためである。ツイン・シティ400は1963年まで運行が続けられ、その他の旅客列車はアムトラックが成立した1971年まで存続した。
また、C&NW はUPやサザン・パシフィック鉄道と連携して長距離の旅客列車を運行した。オーヴァーランド・リミテッド、シティ・オブ・ロサンゼルス、シティ・オブ・サンフランシスコ、シティ・オブ・デンバー、そしてチャレンジャーである。これらの運行は1889年から1955年まで続いた。シカゴへ行くルートが、C&NWから線路の状態のよりよいミルウォーキー鉄道に切り替えられたのである。

## 特記事項

### 左側通行
アメリカでは、複線区間では一般的に右側通行であるが、C&NWの列車は左側通行である。その経緯をレイクフォレスト (イリノイ州)駅を例に見てみると、線路の増設や利用客の動向、そして施設の移設費用がその理由であることがわかる。すなわち、建設時は単線であり、ホームと駅施設はシカゴ方向に対して左側に配置していたが、のちに複線化された際に増設された線路は右側に配置された。ほとんどの乗客はシカゴ行きの列車に乗るため、シカゴに向かうホームはそのまま駅施設に近い側、進行方向左側のものを使用した。また、信号機類の移設に多額の費用がかかることも、これらを改良することの妨げとなった、というものである。

### 中古と倹約
C&NWは、他の鉄道会社から中古で物を購入することが多い。C&NWの工場は可能な限り経済的に物事を処理しており、C&NWをもって"Cheap and Nothing Wasted"（安価に、かつ無駄なく）の略であるという言説もある。写真のE8に見られる工程を省略した運転台の造形に、そうしたことが端的に表れている。

### 競合相手
1985年までの競合相手はミルウォーキー鉄道であったが、同鉄道が破綻した後はスー・ライン鉄道がもっぱらの競合相手である。